# Crni emu
Crni emu ili emu Kraljeva otoka (lat. Dromaius ater) je izumrla vrsta ptice neletačice koja je obitavala na Kraljevu otoku u Australiji, po kojemu je ovaj emu i ime dobio.
Poznat je iz subfosilnih kostiju i jednog muzejskog primjerka. Nekada se smatralo da je ista vrsta kao i emu Klokanovog otoka, ali je 1984. Shane A. Parker uspio dokazati da su to dvije potpuno različite vrste.
Prvi ga je identificirao Louis Jean Pierre Vieillot prema primjerku s Kraljeva otoka 1817.

## Opis
Imao je tamnije perje i bio je dosta manji od ostalih pripadnika roda Dromaius. Bio je oko 140 cemtimetara visok i 23 kilograma težak. Tek rođeni ptići bili su sivi, a kasnije bi postajali prugasti poput ostačlih emua. Hranili su se bobicama, travama i algama. Kraljev otočni emu često se nalazio u sjenovitim rubovima laguna i duž obale. 

## Izumiranje
Crnoga emua otkrila je Baudinova ekspedicija 1802. a on je izumro otprilike u isto vrijeme. Dvije ili tri jedinke donesene su u Francusku 1804. i držane su u zatočeništvu u botaničkom vrtu Jardin des Plantes. Posljednja jedinka ugiba 1822. Jedan od tih zadnjih primjeraka drži se u Parizu, u Državnom muzeju prirodne povijesti. Prije izumiranja, do 1805. bio je progonjen od strane moreplovaca, a i često bi se, zbog prisutstva moreplovaca događali požari, koji su također mogući razlog izumiranja ove ptice. 